# Bassaniana utahensis
Bassaniana utahensis là một loài nhện trong họ Thomisidae.
Loài này thuộc chi Bassaniana. Bassaniana utahensis được Willis J. Gertsch miêu tả năm 1932.